# Enrico Kubbe
Enrico Kubbe (Madioen, 1 oktober 1917 – Eindhoven, 27 augustus 2013) was een Nederlands militair die als dienstplichtig sergeant der genie van het Koninklijk Nederlands Indisch Leger in de Tweede Wereldoorlog in Nederlands-Indië in Japanse gevangenschap is geraakt. De Japanners brachten hem naar de kampen Tavoy en Thambyuzaja in Birma.
Kubbe werd in 1949 door koningin Juliana der Nederlanden bij Koninklijk Besluit onderscheiden met de Verzetsster Oost-Azië 1942-1945 voor zijn "bijzonder moedige en beleidvolle daden in het verzet". Hij droeg ook het Draaginsigne Veteranen.